# Fontaniere

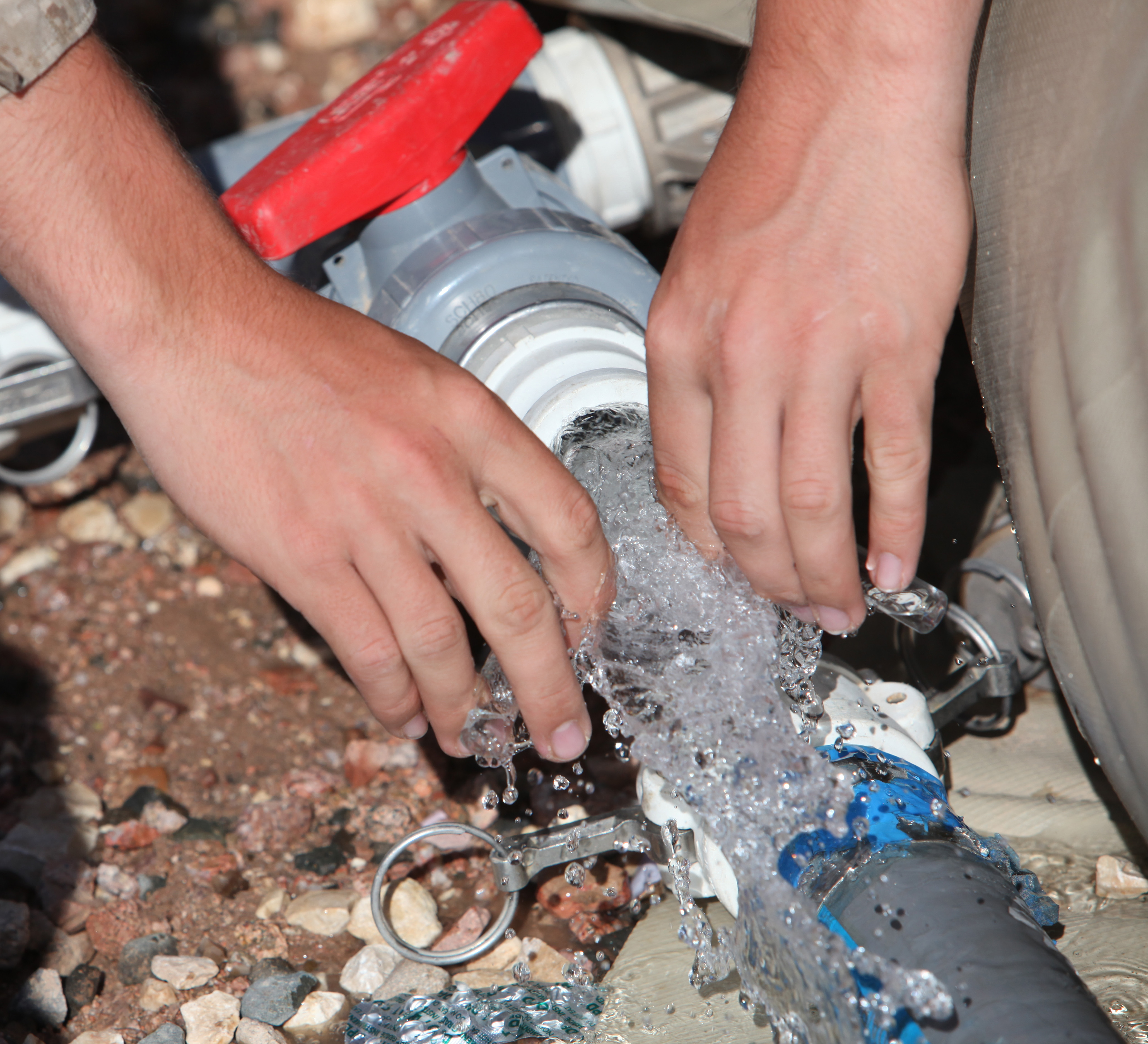
Prelievo di un campione di acqua per analisi da un impianto idraulico

Il fontaniere è l'operaio qualificato responsabile dei controlli delle riserve idriche, della presa, delle condotte e delle reti di distribuzione dell'acqua potabile o irrigua, pubbliche o private. 

## Compiti
I compiti del fontaniere si estendono anche alla messa in opera, alla manutenzione e riparazione degli impianti di erogazione pubblici o privati. Dal corretto svolgimento del suo lavoro è legato il fatto che l'acqua possa raggiungere l'utenza al massimo della sua integrità. In sistemi idraulici particolarmente articolati i fontanieri possono essere parecchi e il loro lavoro può essere coordinato da un capo fontaniere.
Il fontaniere, che un tempo svolgeva un lavoro principalmente manuale, utilizza oggi varie apparecchiature elettroniche e deve avere una certa competenza sulle nuove disposizioni legali, legate principalmente alle normative igienico-sanitarie. In Canton Ticino è nata da qualche anno un'associazione (Associazione Fontanieri Ticinesi) che cerca di sopperire alle mancanze delle aziende interessate, fornendo corsi di aggiornamento ed intervenendo presso le autorità competenti in rappresentanza degli associati.

## Altri significati
In passato venivano definiti fontanieri anche i tecnici che progettavano le fontane, che in seguito sarebbero stati chiamati ingegneri idraulici. Molto famoso tra questi è ad esempio Luigi Bernini, che ebbe il titolo di fontaniere pontificio.